# Futsal-Regionalliga Süd 2018/19
Die Saison 2018/19 war die vierte Spielzeit der Futsal-Regionalliga Süd als höchste deutsche Spielklasse im Futsal der Männer. Sie begann am 22. September 2018 und endete am 23. März 2019. Der Vorjahresmeister TSV Weilimdorf konnte seinen Titel erfolgreich verteidigen und qualifizierte sich, wie der Vizemeister SSV Jahn Regensburg, für die Deutsche Futsal-Meisterschaft 2019. Die Abstiegsplätze belegten Croatia Futsal Stuttgart, der TSV 1860 München sowie Bayern Kickers Nürnberg.

## Statistiken

### Tabelle
| Pl.               | Verein                       | Sp. | S  | U | N  | Tore    | Diff. | Punkte |
| ----------------- | ---------------------------- | --- | -- | - | -- | ------- | ----- | ------ |
| 1.                | TSV Weilimdorf (M)           | 18  | 18 | 0 | 0  | 136:330 | +103  | 54     |
| 2.                | SSV Jahn Regensburg          | 18  | 15 | 1 | 2  | 117:370 | +80   | 46     |
| 3.                | FC Deisenhofen               | 18  | 14 | 1 | 3  | 101:710 | +30   | 43     |
| 4.                | TV Wackersdorf               | 18  | 7  | 1 | 10 | 075:870 | −12   | 22     |
| 5.                | GO Rhein-Main Futsal         | 18  | 6  | 3 | 9  | 075:780 | −3    | 21     |
| 6.                | Villalobos Karlsruhe         | 18  | 6  | 0 | 12 | 066:113 | −47   | 18     |
| 7.                | TSV Neuried (N)              | 18  | 5  | 2 | 11 | 068:920 | −24   | 17     |
| 8.                | Croatia Futsal Stuttgart (N) | 18  | 5  | 2 | 11 | 062:980 | −36   | 17     |
| 9.                | TSV 1860 München (N)         | 18  | 4  | 1 | 13 | 056:990 | −43   | 13     |
| 10.               | BaKi Futsal Nürnberg         | 18  | 4  | 1 | 13 | 054:102 | −48   | 13     |
| Stand: Saisonende |                              |     |    |   |    |         |       |        |

| Zum Saisonende 2018/19: |                                                                     |
|                         |                                                                     |
|                         | Meister und Teilnahme an der Deutschen Futsal-Meisterschaft 2019    |
|                         | Teilnahme an der Deutschen Futsal-Meisterschaft 2019                |
|                         | Abstieg                                                             |
|                         |                                                                     |
| Zum Saisonende 2017/18: |                                                                     |
| (M)                     | Süddeutscher Futsal-Meister 2018: TSV Weilimdorf                    |
| (N)                     | Aufsteiger: TSV 1860 München, TSV Neuried, Croatia Futsal Stuttgart |

### Kreuztabelle
Die Kreuztabelle stellt die Ergebnisse aller Spiele dieser Saison dar. Die Heimmannschaft ist in der linken Spalte, die Gastmannschaft in der oberen Zeile aufgelistet.
| 2018/19                  | TSV Weilimdorf | SSV Jahn Regensburg | FCD  | TV Wackersdorf | Germania Ober-Roden | VKA  | NEU  | CFS  | 1860 München | BKN  |
| ------------------------ | -------------- | ------------------- | ---- | -------------- | ------------------- | ---- | ---- | ---- | ------------ | ---- |
| TSV Weilimdorf           |                | 2:1                 | 16:3 | 9:3            | 6:4                 | 16:3 | 7:1  | 9:0  | 10:3         | 7:5  |
| SSV Jahn Regensburg      | 2:3            |                     | 5:2  | 8:5            | 5:4                 | 15:1 | 9:3  | 6:3  | 7:0          | 12:1 |
| FC Deisenhofen           | 2:4            | 2:2                 |      | 7:4            | 7:4                 | 6:3  | 4:2  | 8:3  | 4:1          | 8:4  |
| TV Wackersdorf           | 0:7            | 2:6                 | 4:8  |                | 3:6                 | 8:3  | 3:7  | 4:1  | 7:2          | 3:3  |
| Germania Ober-Roden      | 2:5            | 1:4                 | 2:5  | 5:3            |                     | 3:4  | 5:3  | 5:5  | 9:4          | 5:2  |
| Villalobos Karlsruhe     | 3:9            | 1:11                | 3:4  | 0:3            | 4:2                 |      | 9:4  | 6:3  | 6:2          | 8:4  |
| TSV Neuried              | 0:5            | 3:6                 | 3:7  | 5:7            | 6:6                 | 8:5  |      | 5:0* | 1:1          | 4:5  |
| Croatia Futsal Stuttgart | 0:8            | 1:10                | 2:6  | 2:5            | 4:4                 | 5:3  | 10:3 |      | 7:5          | 7:3  |
| TSF 1860 München         | 1:5            | 3:6                 | 6:7  | 1:7            | 6:3                 | 5:2  | 3:5  | 3:8  |              | 5:1  |
| BaKi Futsal Nürnberg     | 0:8            | 0:2                 | 3:11 | 7:4            | 2:5                 | 5:2  | 0:5  | 5:1  | 4:5          |      |
| Stand: Saisonende        |                |                     |      |                |                     |      |      |      |              |      |

* Spiel wurde am grünen Tisch mit 5:0 gewertet

## Rekordspieler
Rekordtorschütze mit 30 Toren ist Vladimir Kovačević vom TV Wackersdorf.